# Nadiia Kodola
Nadiia Kodola (29 de septiembre de 1988) es una jugadora profesional ucraniana de voleibol; juega en la posición de receptora.

## Palmarés

### Clubes
Campeonato de Ucrania:
- 2010, 2012, 2013, 2014, 2015
- 2006
- 2008, 2009

Copa de Ucrania:
- 2014, 2015

Copa de Francia:
- 2016, 2018[1]

Campeonato de Francia:
- 2016, 2018

Campeonato de Rumania:
- 2019

### Selección nacional
Campeonato Europeo Sub-19:
- 2005

Campeonato Europeo Sub-20:
- 2006

Universiadas:
- 2015

Liga Europea:
- 2017[2]